# هرشدورف
هرشدورف (به آلمانی: Herschdorf) یک شهر در آلمان است که در ایلم-کرایس واقع شده‌است. هرشدورف ۹۸۸ نفر جمعیت دارد.